# Parastichtis nigrescensvariegata
Parastichtis nigrescensvariegata là một loài bướm đêm trong họ Noctuidae.